# زنبق پوتانینی
زنبق پوتانینی (نام علمی: Iris potaninii) نام یک گونه از سرده زنبق است.